# Siringe
La siringe (del griego antiguo: σύριγξ [sûrinx] ‘flautas de Pan’) es el órgano vocal de las aves. Se ubica en la base de la tráquea, y produce sonidos complejos sin las cuerdas vocales que tienen los mamíferos. Los sonidos se producen por vibraciones en las paredes de la siringe o por la vibración del aire que pasa por ella.
Solamente las aves tienen este órgano especializado y eso permite a muchas especies (como los loros, los estorninos, los cuervos, los arrendajos, las urracas, etc.) imitar la voz humana.
Puesto que la siringe se ubica donde la tráquea se bifurca para formar los bronquios, más profundo que la laringe de los mamíferos, muchos pájaros cantores pueden producir dos sonidos o más simultáneamente. El aparato respiratorio tiene diferencias entre mamíferos y aves. Los que solo se encuentran en las aves son los senos infraorbitales, siringe y sacos aéreos.
La cavidad nasal está delimitada por diferentes huesos y de forma diferente. La mayoría de las aves tienen una abertura que comunica la cavidad nasal y la oral (coanas). No tienen paladar blando y tiene mecanismos diferentes de deglución y respiración. El seno infraorbitario es la cavidad craneal y ventral al ojo, que está vacío y tiene comunicando los sacos aéreos y la cavidad nasal. Participa en el olfato y es una cavidad relativamente accesible subcutáneamente a través de la piel y, en infecciones de vías respiratorias altas, es fácil obtener muestras o exudados por punción.
Es muy importante en animales vivos y en necropsias.

## Morfología
La laringe es de morfología muy diferente a la de un mamífero, compuesta por cartílagos diferentes. No tiene cartílago epiglótico ni tiene cuerdas vocales. La fonación se produce por la siringe. La tráquea tiene anillos totalmente cerrados y se disponen en forma de tejas formando un tubo completo. En la porción final de la tráquea antes de la bifurcación, está la siringe, que es muy parecido a las cuerdas vocales de los mamíferos. Consta de una fusión de cartílagos al tímpano. Este tímpano se continúa con la membrana timpaniforme exterior e interior, que no tiene cartílago y, cuando pasa forzadamente produce una vibración. En las aves que pueden hablar, el sonido proviene de la cavidad celómica.
En algunas especies (anátidas), tiene una morfología diferente, pero el mecanismo es igual. Tienen una especie de caracol cartilaginoso muy grande con mismo mecanismo de producción del sonido.
Los pulmones de las aves son diferentes porque no tienen lobulaciones. Son únicos y son más pequeños que en los mamíferos con el mismo tamaño. En los mamíferos, el aire acaba en el alveolo. En las aves, el aire penetra en pulmones, intercambia gases y acaba en los sacos ciegos (sacos aéreos), que almacena aire y hacen entrar y salir el aire. Tienen separada la función de intercambio y entrada de aire. En las aves, es más frecuente que se produzcan aerosaculitis que neumonías porque es más fácil que proliferen. En el pulmón, el aire pasa muy rápidamente y es más fácil en el saco aéreo porque se queda más.
No tienen lóbulos pulmonares. Hay bronquios primarios, secundarios y terciarios o parabronquios. Los bronquios primeros tienen una porción extrapulmonar y otra intrapulmonar. Recorren cráneo-caudalmente todo el pulmón y acaban en el saco aéreo. Salen 4 bronquios secundarios que recorren el parénquima pulmonar. De los secundarios salen los parabronquios o bronquios terciarios, que son diferentes de mamíferos porque no acaban en el alvéolo. Los parabronquios hacen un intercambio gaseoso. Está delimitado por tejido conjuntivo. A la luz, hay unas células (que se llaman atrium) que están separadas entre ellas por septos. En la porción más apical tienen el músculo del alvéolo del mamífero. Abren o cierran la pared del atrium.
De la luz del bronquio se puede llegar al parénquima del parabronquio que tiene muchos capilares sanguíneos. Es el equivalente al alvé
olo de mamífero porque hace intercambio gaseoso, a los sacos aéreos donde se almacena.
Los sacos aéreos compensan el tamaño pequeño del pulmón. Más de la mitad del aparato respiratorio no es pulmón. Hay impares (los más craneales: cervical [1], clavicular [1]) y pares (torácicos craneales [2], torácicos caudales [2] y abdominales [2]). Participan en la mecánica respiratoria. También neumatizan al animal y disminuyen la densidad del animal para poder volar. El animal es parecido a un globo y se infiltra en las estructuras óseas y las neumatiza. El saco aéreo cervical llega hasta el occipital: engloba las vértebras cervicales. Los sacos aéreos abdominales penetran entre los arcos de las vértebras y emiten divertículos hacia el fémur. Solo neumatizan huesos largos.
La mecánica respiratoria, como no hay diafragma, tiene solo una cavidad celómica. Los sacos son muy importantes en la inspiración y espiración. En la inspiración hay una dilatación de la cavidad celómica por el ensanchamiento de las costillas y de la cavidad abdominal y dentro de los sacos aéreos. Los sacos aéreos craneales son los impares: clavicular y cervical. El resto son sacos aéreos caudales. Se forma el vacío en los sacos aéreos y hay una entrada forzada de aire. Los bronquios primarios recorren todo el pulmón y van a los sacos abdominales. Gran parte del aire inspirado va directamente por el bronquio primario al saco aéreo caudal.
Los sacos aéreos caudales tienen más presión negativa. Los caudales están conectados al bronquio primario. El saco aéreo craneal retira el aire que queda en los conductos aéreos y parénquima pulmonar en el ciclo respiratorio anterior. En inspiración, todo el aire va a los sacos aéreos caudales y el aire del pulmón del ciclo anterior es recogido por el saco aéreo craneal.
En la espiración hay un cierre de las costillas y prensa abdominal y se expulsa el aire de los sacos aéreos. Los sacos aéreos craneales expulsan el aire recogido del parénquima pulmonar. Del saco aéreo caudal parte va al exterior sin utilizar y parte va al parénquima pulmonar para hacer intercambios.